# 富田村 (岐阜県加茂郡)
富田村（とみだむら）は、かつて岐阜県加茂郡に存在した村である。
現在の加茂郡富加町西部に該当する。
村名は、かつてこの地域に存在した荘園の名、富田荘に由来する。

## 歴史
- 江戸時代末期、この地域は美濃国加茂郡であり、天領、旗本領であった。
- 1897年（明治30年）4月1日 - 滝田村、羽生村、大山村、高畑村、夕田村が合併し、富田村となる。
- 1949年（昭和24年）10月1日 - 加茂郡富岡村の一部（大平賀）を編入する[1]。
- 1954年（昭和29年）7月1日 - 富田村と加治田村が合併し、富加村となる。

## 学校
- 富田村立富田小学校（現・富加町立富加小学校）

## 交通機関
- 国鉄越美南線
  - 加茂野駅

## 神社・仏閣
- 半布神社
- 大山神社
- 佐久太神社